# Píndar
Píndar (grec: Πίνδαρος, llatí: Pindarus) (Cinoscèfals, prop de Tebes de Beòcia, 522 / 518 aC - Argos 455 / 438 aC), va ser un poeta líric grec. Nascut en el si d'una família noble i acomodada, originària de Beòcia, autor d'importants epinicis, és considerat un dels més grans exponents de la lírica coral. Va viatjar moltíssim i va escriure per a reis i famílies importants.
Als seus inicis, va celebrar les competicions esportives del seu temps –articulades en proves de lluita, pugilat, curses a peu i a cavall– i va cantar les victòries de la joventut aristocràtica dòria -a la qual pertanyia- als Jocs Panhel·lènics, que se celebraven a Olímpia (els Jocs Olímpics en honor de Zeus i, per tant, els més importants), a Delfos (els Jocs Pítics, en honor d'Apol·lo), a Nemea els Jocs Nemeus del Peloponès i a l'Istme de Corint els Jocs Ístmics. La seva residència habitual era a Tebes, però viatjava amb freqüència per assistir als Jocs i per visitar els dirigents polítics que sovint utilitzaven els seus serveis.
De la seva vida se'n sap molt poca cosa, ja que les fonts antigues no n'han deixat constància. Es troben algunes informacions a uns Comentaris a Píndar escrits per Eustaci de Tessalònica, un text breu de Tomàs Magistre, i alguns escrits escassos recollits a Suides, tots ells semblen basats en una obra sobre Píndar (περι Πινδάρου) de Cameleó, filòsof del segle iv aC. Sembla que des de jove havia estat instruït en les arts musicals i corals, ja que el seu pare era flautista i tocava per les obres de teatre. Va mostrar inclinació per la poesia i el van enviar a Atenes, on va estudiar amb el poeta Las. La tradició diu que va anar a Tebes on va rebre també lliçons de Mirtis i on potser va ser mestre (o alumne) de Corinna. La poeta li va aconsellar que introduís narracions mítiques en els seus poemes, segons Plutarc. Píndar va viure durant un temps a Sicília, en particular a Siracusa i Agrigent, a la cort dels tirans Hieró I i Teró d'Agrigent. Els primers anys de Píndar van coincidir amb les Guerres mèdiques durant els regnats de Darios i Xerxes. Va participar en la batalla de Marató i a la de Salamina, i sembla que tenia gairebé la mateixa edat que el poeta Èsquil.
Va ser a Sicília on va conèixer altres dos famosos poetes grecs, Simònides i Baquílides, els seus rivals literaris. Píndar, d'esperit religiós i profundament devot de les tradicions aristocràtiques, impregna la seva obra de la concepció religiosa i moral de la vida que li permetia igualar-se en els seus versos a l'heroi celebrat, fins i tot quan es tractava d'un poderós monarca: el sentit d'aquesta manera de fer era que, posant en relleu i immortalitzant la gesta de l'heroi, el poeta educava les noves generacions tot perpetuant els antics valors. Segons Pausànies, el seu esperit religiós el feia viatjar sovint a l'Oracle de Delfos, o, assegut en una cadira de ferro que li tenien reservada, cantava himnes en honor d'Apol·lo.

## Obra
L'abundant producció poètica de Píndar, recollida pels filòlegs alexandrins en 17 llibres, s'ha conservat només parcialment. Horaci fa menció dels temes dels poemes perduts de Píndar. Diu que escrivia peans, himnes als déus, ditirambes, odes per a les processons (προσόδια), cançons de donzelles (παρθένεια), cants per ballar (ὑπορχήματα), cançons de beure (σκολιά), cants fúnebres (θρῆνοι), i encomis (ἐγκώμια), o panegírics als prínceps. De fet, la tradició medieval ha conservat íntegres tan sols quatre llibres d'epinicis que comprenen 14 odes olímpiques, 12 odes pítiques, 11 odes nemees, i 7 odes ístmiques.
- Olímpiques: I, II, III, IV, V, VI, VII, VIII, IX, X, XI, XII, XIII, XIV. Escrites per honorar els guanyadors dels Jocs Olímpics.
- Pítiques: I, II, III, IV, V, VI, VII, VIII, IX, X, XI, XII. Pels guanyadors dels Jocs Pítics.
- Nemees: I, II, III, IV, V, VI, VII, VIII, IX, X, XI. Als vencedors dels Jocs nemeus.
- Ístmiques: I, II, III, IV, V, VI, VII. Als vencedors dels Jocs Ístmics.[1]

## Traduccions catalanes
- Odes. Volum I i Volum II. Traducció grec/català de Joan Triadú, anys 1957 i 1959. Col·lecció Fundació Bernat Metge.
- Odes. Volum III, Volum IV i Volum V. Traducció grec/català de Manuel Balasch (i Josep Ma. Gómez Pallarès), anys 1993 i 1994. Barcelona, Col·lecció Fundació Bernat Metge.
- Fragments. Traducció grec/català de Manuel Balasch (i Josep Ma. Gómez Pallarès), any 1994. Col·lecció Fundació Bernat Metge.